# 紫岩乡 (忻州市)
紫岩乡，曾是中华人民共和国山西省忻州市忻府区下辖的一个乡镇级行政单位。2020年6月20日，经省政府批准，撤销紫岩乡、西张乡，合并设立西张镇。

## 行政区划
紫岩乡下辖以下地区：
曹村、十家村、南庄村、紫岩村、魏家庄村、双堡村、东南宋村、北宋村、大南宋村、兴旺庄村和富强村。